# Amonal
Amonal je eksploziv sastavljen od amonijum nitrata i aluminijumskog praha, ne treba ga mešati sa T-amonalom koji sadrži trinitrotoluen, kao i za povećanje svojstava kao što je brizancija. Mešavina se često naziva tanerit, što je brend amonala.
Amonijum nitrat funkcioniše kao oksidant, a aluminijum kao gorivo. Upotreba relativno jeftinog amonijum nitrata i aluminijuma ga čini zamenom za čisti TNT.
Na smešu utiče vlažnost jer je amonijum nitrat visoko higroskopan. Amonalova lakoća detonacije zavisi od odnosa goriva i oksidatora, 95:5 amonijum nitrat i aluminijum su prilično osetljivi, ali ne baš balansirani kiseonikom. Poznato je da čak i tragovi metala bakra povećavaju osetljivost na velike količine amonijum nitrata i dodatno povećavaju opasnost od spontane detonacije tokom požara, najverovatnije zbog stvaranja tetramina. Smeše sa više balansiranog kiseonika se ne detoniraju lako, što zahteva prilično značajan šok, iako ostaje osetljivije od trinitrotoluena i C-4.
Brzina detonacije amonala je približno 4,400 m/s (14,44 ft/s).

## Istorija
Od početka 1916, britanska vojska je koristila amonal za svoje mine tokom Prvog svetskog rata, počevši od utvrđenja Havthorn Ridge tokom bitke na Somi, i dostigavši zenit u bici kod Mesina jer su mine eksplodirale 7. juna 1917. početak Treće bitke kod Ipra (poznate i kao bitka kod Pashendela). Nekoliko mina u bici kod Mesina sadržalo je 13,6 t (30.000 lb) amonala, a drugi su sadržali preko 9 t (20.000 lb). Zajednička eksplozija amonskih mina ispred nemačkih linija kod Mesina stvorila je 19 velikih kratera, ubivši 10.000 nemačkih vojnika u jednoj od najvećih ne nuklearnih eksplozija u istoriji. Međutim, nisu sve mine koje je britanska vojska postavila u Mesinesu detonirane. Dve mine nisu zapaljene 1917. godine jer su bile napuštene pre bitke, a četiri su bile van rejona ofanzive. Udar groma je 17. jula 1955. izazvao jednu od ove četiri poslednje mine. Ljudskih žrtava nije bilo, ali je jedna krava stradala. Veruje se da je još jedna od neiskorišćenih mina pronađena na lokaciji ispod seoske kuće,  ali nije bilo pokušaja da se ona ukloni.
Amonal koji se koristio za vojne minske svrhe uglavnom se nalazio u metalnim limenkama ili gumiranim vrećama kako bi se sprečili problemi sa prodiranjem vlage. Sastav amonala koji je korišćen u Mesini je bio 65% amonijum nitrata, 17% aluminijuma, 15% trinitrotoluena (TNT) i 3% drvenog uglja.  Amonal ostaje u upotrebi kao industrijski eksploziv. Obično se koristi za potrebe vađenja kamena ili u rudarstvu.
ETA, baskijska separatistička organizacija, upotrebila je 250 kg amonala u auto-bombi u napadu na kasarnu u Saragosi, Španija, 11. decembra 1987. 

## Sastav
Smeša T-amonala koja se ranije koristila u ručnim bombama i granatama ima proporcije (po masi): 
- amonijum nitrat 58,6%
- aluminijum prah 21%
- drveni ugalj 2,4%
- TNT 18%